# Stanisław Kowalczyk (lekkoatleta)
Stanisław Kowalczyk (ur. w 1943) – polski lekkoatleta, specjalizujący się w biegach średniodystansowych.

## Osiągnięcia
- Mistrzostwa Polski seniorów w lekkoatletyce
  - Szczecin 1965 – brązowy medal w biegu na 800 m

## Rekordy życiowe
- bieg na 800 metrów
  - stadion – 1:49,80 (Pyrzyce 1965)